# Mississinewa (Schiff, 1944)
Die USS Mississinewa (AO-59) war ein Versorgungstanker des Typs T3-S2-A3 der Cimarron-Klasse der US Navy. Der Tanker wurde am 28. März 1944 in Dienst gestellt und am 20. November 1944 von einem japanischen bemannten Torpedo versenkt.

## Bau
Die Mississinewa wurde am 5. Oktober 1943 in der Bethlehem Sparrows Point-Werft im amerikanischen Sparrows Point, Maryland auf Kiel gelegt und am 28. März 1944 in Dienst gestellt. Erster (und einziger) Kommandant war Kapitän Philip G. Beck. Benannt wurde das Schiff nach dem US-amerikanischen Fluss Mississinewa im Bundesstaat Indiana.

## Zweiter Weltkrieg
Die Mississinewa begann mit ihrem ersten Auftrag am 18. Mai 1944. Nachdem sie in der Chesapeake Bay in den Vereinigten Staaten letzten Tests unterzogen wurde, trat sie eine Fahrt nach Aruba an.
Dort wurde sie am 23. und 24. Juni 1944 mit Fracht beladen, um weiter nach Pearl Harbor gesteuert zu werden, wo sie am 10. Juli einlief. Als Mitglied der 10. Versorgungsstaffel begab sie sich mit anderen Schiffen der Einheit zum Eniwetok-Atoll im Pazifik, um Schiffe der 3. Flotte mit Kraftstoff zu beliefern.
Am 25. August 1944 war sie auf dem Weg zur Manus-Insel, um mit Kraftstoff und Material beladen zu werden und danach Post an die Schiffe der 31., 32. und 38. Task Force während der Besetzung Palaus auszuliefern.
Als sie am 30. September 1944 wieder zur Manus-Insel zurückkehrte, wurde sie erneut mit Kraftstoff beladen, um die nördlicher gelegene 38. Task Force im Rahmen der Rückeroberung der Philippinen aufzutanken. Am 19. Oktober begab die Mississinewa sich für eine erneute Betankung zu ihrem neuen Stützpunkt zum Ulithi-Atoll.

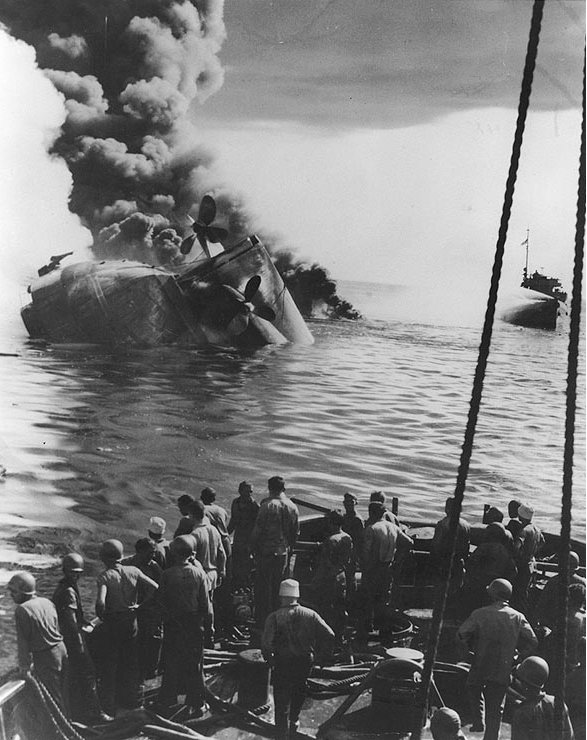
USS Mississinewa versinkt brennend am 20. November 1944

Dort wurde sie am 16. November 1944 mit ungefähr 1500 m³ Flugbenzin, 1400 m³ Dieselkraftstoff und 14.000 m³ Schweröl beladen, um einige Tage später zu einer weiteren Versorgungsfahrt aufzubrechen. Am 20. November befand sie sich immer noch im Hafen auf Ulithi, wo sich auf dem Schiff um 5:47 Uhr eine heftige Explosion ereignete. Wenige Sekunden danach entzündete sich einer der mit Flugbenzin gefüllten Tanks, was eine zweite Explosion hervorrief.
Das entstandene Feuer breitete sich in Richtung des Bugs des Schiffes aus. Auf dem gesamten Schiff befand sich nun Schweröl, das von einem Benzinteppich bedeckt war, der wie ein Docht fungierte.
Durch den leichten Wind, der an dem Tag herrschte, breitete sich das Feuer unter dafür geeigneten Umständen rasch aus, so dass das Schiff wenig später komplett in Brand geraten war. Als die Flammen kurze Zeit danach den Munitionsspeicher des Schiffes erreichten, ereignete sich eine dritte Explosion, woraufhin fast das gesamte Schiff von circa 30 Meter hohen Flammen umhüllt worden war.
Mehrere Schlepper unternahmen zahlreiche und langanhaltende Löschversuche, bis die Mississinewa um ungefähr 9:00 Uhr langsam sank.
Die USS Mississinewa war somit eines von zwei Schiffen der US-amerikanischen Flotte, welches durch einen bemannten Torpedo vom Typ Kaiten der kaiserlich japanischen Marine versenkt wurde. Bei dem Angriff auf die Mississinewa starben 63 amerikanische Seeleute und der Kaiten-Pilot.
In der Zeit, in der die USS Mississinewa als Versorgungstanker der 10. Versorgungsstaffel der amerikanischen Pazifikflotte tätig war, erhielt sie Auszeichnungen in Form von vier Battle Stars.